# ZA-321
La ZA-321 es una carretera autonómica perteneciente a la red complementaria local de carreteras de la Junta de Castilla y León (España).
Con una longitud de 17,2 km, tiene su inicio en el punto kilométrico 494,350 de la N-122 y su punto final en la localidad sayaguesa de Moralina. Consta de una sola calzada, con un carril para cada sentido de la circulación y con un ancho de plataforma de 6 m. Los vehículos pueden circular con un límite de velocidad de 90 km/h, al igual que en el resto de carreteras autonómicas.

## Información de interés
| 7,4 km |

| 3,8 km |

| 3,2 km |

| 3,1 km |

| 3,00 m |

| 3,00 m |

| 1,8 km |

| 2,3 km |

| 3,6 km |

| 8,3 km |

| 8,7 km |

| 9,2 km |

| 9,7 km |

## Localidades de paso

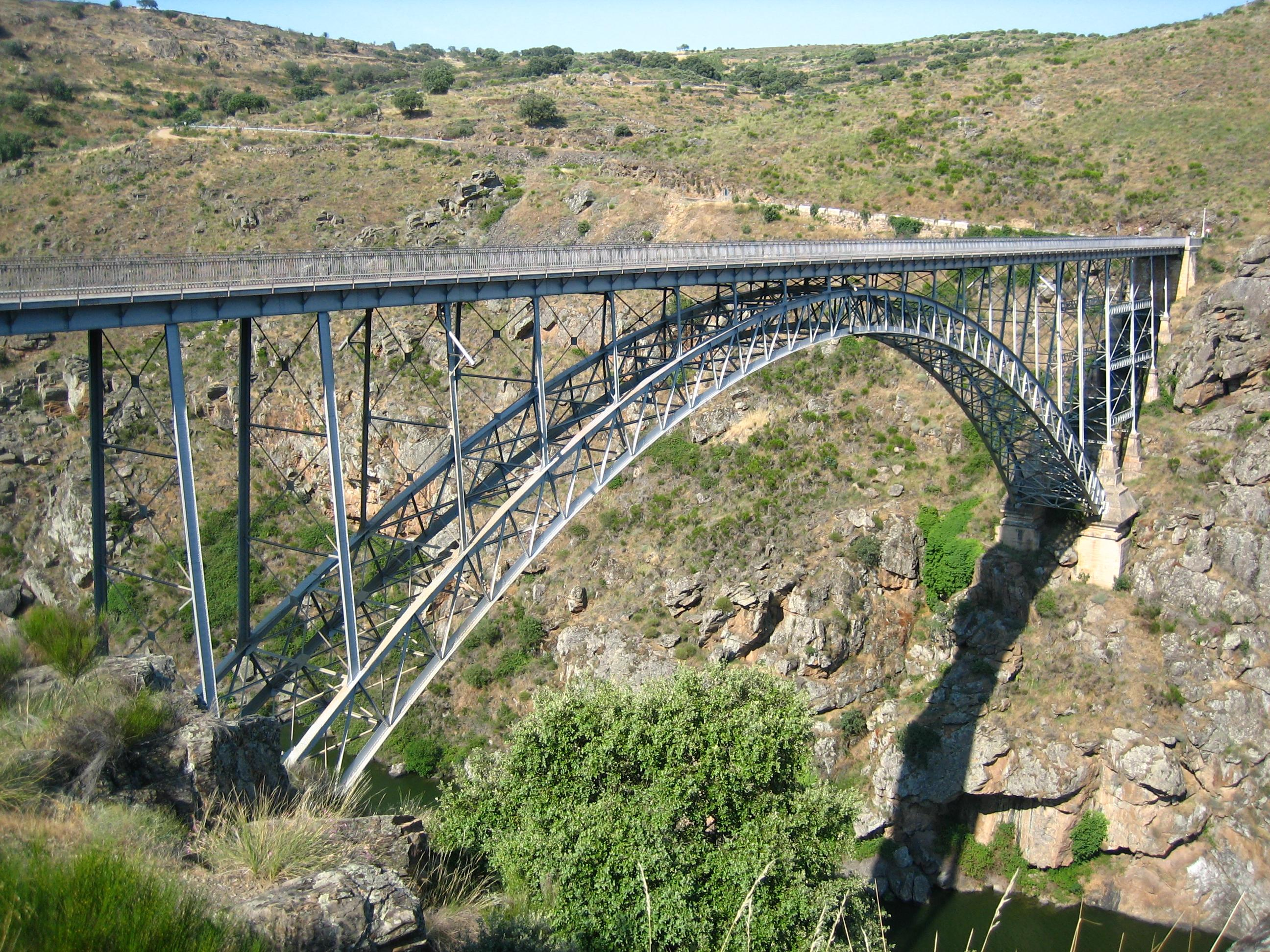
Panorámica del puente de Pino o de Requejo y de la ZA-321.

- Pino del Oro
- Puente de Requejo
- Villadepera
- Moralina de Sayago, donde concluye.